# Petrakijiwka
Petrakijiwka (ukr. Петракіївка) – wieś na Ukrainie, w obwodzie połtawskim, w rejonie łubieńskim, w hromadzie Chorol. W 2001 liczyła 415 mieszkańców.